# Samurai Warriors 5
Samurai Warriors 5, connu au Japon sous le nom de Sengoku Musou 5 (戦国無双5), est un jeu vidéo hack 'n' slash développé par Omega Force et édité par Koei Tecmo, il s'agit d'un reboot de la série Samurai Warriors, qui fait partie de la série de jeux vidéo de hack and slash Warriors. Annoncé lors d'une présentation en ligne Nintendo Direct le 17 février 2021, le jeu a été déclaré être une "nouvelle ré-imagination" de la franchise, avec un tout nouveau scénario, des conceptions de personnages remaniées et une nouvelle présentation visuelle. Il est sorti au Japon en juin 2021 sur Nintendo Switch, PlayStation 4, Xbox One, avec une sortie mondiale en juillet 2021 pour ces plateformes et PC via Steam,.

## Trame
Selon le livestream réalisé le 25 février 2021, la portée du jeu de la période Sengoku sera limitée contrairement aux jeux précédents. Il se concentrera sur les événements qui ont mené à l'incident du Honnō-ji, Nobunaga Oda et Mitsuhide Akechi étant les figures de l'histoire.

## Système de jeu
Comme les jeux précédents, le jeu est un Hack 'n' slash, dans lequel le joueur affrontera des centaines de soldats ennemis sur le champ de bataille, l'objectif étant généralement la défaite d'un commandant ennemi. Le jeu proposera de nouvelles Attaques fulgurantes, qui permettra au joueur de parcourir une grande distance tout en attaquant des ennemis, et des Techniques Ultimes, des améliorations qui, selon leur type, peuvent être utilisées pour exécuter les combos, régénérer la jauge de Musou, étourdir les ennemis ou effectuer un déluge d'attaques. Le jeu utilisera un style artistique ressemblant à la peinture traditionnelle japonaise.
L'ensemble des personnages a été considérablement repensé par rapport aux précédentes (à l'exception de Katsuyori Takeda, qui conserve sa conception originale de Samurai Warriors: Spirit of Sanada). Le nombre de personnages jouables a également été réduit par rapport au jeu principal précédent, Samurai Warriors 4 (qui comportait 55 personnages jouables), avec 37 personnages jouables, 21 d'origine et 16 nouveaux (10 des personnages sont des personnages de soutien qui signifie qu'ils ne sont pas jouables en mode Histoire et n'ont pas d'attaques EX et de compétence ultime unique),.

## Accueil
Le jeu a reçu des critiques positives, devenant l'entrée la mieux notée de la série, Famitsu donnant un score de 35 sur 40 pour toutes les versions du jeu. La version PlayStation 4 de Samurai Warriors 5 s'est vendue à 55 675 exemplaires physiques au cours de sa première semaine de vente au Japon, ce qui en fait le deuxième jeu de détail le plus vendu de la semaine dans le pays. La version Nintendo Switch s'est vendue à 38 691 exemplaires au cours de la même semaine au Japon, ce qui en fait le troisième jeu de détail le plus vendu du pays de la semaine.
Le journaliste Max Cagnard de Jeuxvideo.com déclara que l'atmosphère et les effets graphiques du jeu sont appréciables, malgré une répétitivité qui peut être masquée par la coopération à deux joueurs.